# Vassil Zakharka
Vassil Zakharka (en biélorusse : Васіль Захарка), né le 1er avril 1877 à Dabrasseltsy (gouvernement de Grodno) et mort le 14 mars 1943 à Prague, est un homme politique biélorusse, président de la Rada de la République démocratique biélorusse (le régime biélorusse en exil depuis 1919) de 1928 à la fin de sa vie.

## Biographie
Zakharka a fait des études de pédagogie. Impliqué dans la cause de l'indépendance biélorusse pendant les révolutions russes de 1917, il est délégué au Congrès pan-biélorusse et membre de son conseil exécutif. Après la Première Guerre mondiale, il déménage à Prague, où il devient président de la Rada de la République démocratique biélorusse après le décès de Piotra Kratchewski (en) en 1928. Selon l'historien Jan Zaprudnik, Zakharka rejette les propositions de collaboration avancées par les nazis pendant la Seconde Guerre mondiale ; cependant, il envoie un mémorandum de dix-sept pages à Adolf Hitler pour lui demander de tenir compte des intérêts de la Biélorussie dans toute évolution future. L'historien Andreï Nikolaïevitch Tcherniakevitch affirme que l'Union soviétique, la même année 1939, conclut un accord complètement formel avec l'Allemagne et que, sur le plan moral, il est certain que Zakharka n'a rien fait que les bolchéviques n'aient pas fait.